# Sasaki and Miyano
Sasaki and Miyano (яп. 佐々木と宮野 Сасаки то Мияно, «Сасаки и Мияно») — японская серия манги, написанная и иллюстрированная Сё Харусоно. Она публикуется на сайте pixiv Comic с 2016 года и собрана в десяти танкобонах издательством Media Factory. Адаптация в двухтомный роман Котоко Хатидзё была опубликована Media Factory в октября 2018 года и марте 2020 года.
Манга рассказывает историю двух старшеклассников, Сюмэя Сасаки и Ёсикадзу Мияно. Сасаки — популярный ученик, который хорошо учится и играет в баскетбол. Мияно — тихий и замкнутый мальчик, который любит читать яойную мангу. Постепенно между ними возникает дружба, которая постепенно перерастает в романтические чувства.

## Сюжет
Манга начинается с того, что Ёсикадзу Мияно, ученик первого класса в школе для мальчиков, становится свидетелем того, как избивают другого ученика. Когда он собирается вмешаться, ученик второго класса Сюмэй Сасаки останавливает драку. После этого Сасаки и Мияно по инициативе первого (который при первой встрече заинтересовался крайне миловидной внешностью второго) начинают регулярно общаться. Сначала их дружба носит поверхностный и несколько односторонний характер, поскольку Мияно чувствует себя неуютно от столь пристального внимания к себе, но позднее она углубляется, в том числе у них появляется общее увлечение: Сасаки просит порекомендовать ему мангу, и Мияно, будучи фуданси, даёт ему мангу жанра яой, с которым Сасаки не был знаком, но который ему понравился. Со временем их чувства начинают меняться: Сасаки быстро понимает, что его интерес значительно глубже, чем просто дружеский, но со временем осознаёт, что отчётливо влюблён в Мияно, и открыто даёт ему об этом понять. Мияно, поначалу скептически воспринявший признание Сасаки и не уверенный, как относиться к проявлению подобных чувств, тем не менее постепенно тоже начинает испытывать романтический интерес к Сасаки. 
По ходу сюжета главные герои преодолевают свои страхи и сомнения и находят любовь.

## Персонажи
- Сюмэй Сасаки (яп. 佐々木 秀鳴 Сасаки Сю:мэй) — популярный ученик, который хорошо учится и играет в баскетбол. Он добрый и отзывчивый человек, но иногда может быть слишком прямолинейным.

Сэйю: Юсукэ Сираи
- Ёсикадзу Мияно (яп. 宮野 由美 Мияно Ёсикадзу) — тихий и замкнутый мальчик, который любит читать яойную мангу. Он добрый и чувствительный человек, но иногда может быть слишком неуверенным в себе.

Сэйю: Сома Сайто
- Тайга Хирано (яп. 平野 大河 Хирано Тайга) — друг Сасаки и Мияно. На год старше Мияно, из-за чего стремится его защищать.

Сэйю: Ёсицугу Мацуока
- Акира Кагиура (яп. 鍵浦 昭 Кагиура Акира) — сосед по комнате общежития Хирано. Популярен у девушек. Член школьной баскетбольной команды.

Сэйю: Нобунага Симадзаки
- Тасуку Курэсава (яп. 暮沢 丞 Курэсава Тасуку) — одноклассник Мияно. Имеет девушку, любит чёрный цвет.

Сэйю: Рёхэй Араи
- Дзиро Огасавара (яп. 小笠原 次郎 Огасавара Дзиро:) — одноклассник Сасаки. Встречается с фудзёси.

Сэйю: Юки Оно
- Дзюя Ниибаси (яп. 新橋 充屋 Ниибаси Дзю:я) — одноклассник Кагиуры. Любит всё милое, но остёр на язык.

Сэйю: Нацуки Ханаэ

## Reception
Манга стала победительницей 10-й юбилейной выборки веб-манги Pixiv Comic в мае 2023 года.
27 августа 2024 года мангу запретили в школах округа Бревард американского штата Флорида из-за изображения романтических отношений между мальчиками, а также того, что она читается справа налево, а не отзеркалена.